# Maledivische Fußballnationalmannschaft (U-23-Männer)
Die maledivische U-23-Fußballnationalmannschaft ist eine Auswahlmannschaft maledivischer Fußballspieler. Sie untersteht dem maledivischen Fußballverband FAM und repräsentiert diesen international auf U-23-Ebene, etwa in Freundschaftsspielen gegen die Auswahlmannschaften anderer nationaler Verbände, bei U-23-Asienmeisterschaften sowie den Fußballturnieren der Olympischen Sommerspiele, der Asienspiele und der Südasienspiele.
Bisher konnte sich die Mannschaft nicht für das olympische Fußballturnier oder die U-23-Asienmeisterschaft qualifizieren. Bei den Südasienspielen 2010 gewann die Mannschaft erstmals die Bronzemedaille. An den Asienspielen nahmen die Malediven viermal teil, kamen aber nie über die Gruppenphase hinaus.
Spielberechtigt sind Spieler, die ihr 23. Lebensjahr noch nicht vollendet haben und die maledivische Staatsangehörigkeit besitzen.

## Bilanzen
| Olympische Spiele - 1992: Nicht qualifiziert - 1996 bis 2000: Nicht teilgenommen - 2004: Zurückgezogen - 2008 bis 2020: Nicht qualifiziert U-22-/23-Asienmeisterschaften - 2014 bis 2016: Nicht qualifiziert - 2018: Nicht teilgenommen - 2020: Nicht qualifiziert Asienspiele - 2002: Gruppenphase - 2006: Gruppenphase - 2010: Gruppenphase - 2014: Gruppenphase - 2018: Nicht teilgenommen | Südasienspiele - 2004: Zurückgezogen - 2006: Gruppenphase - 2010: Dritter - 2016: Vierter |